# Elba (fiume)
L'Elba (in tedesco: Elbe /ˈʔɛlbə/; in ceco: Labe; in sorabo: Łobjo; in basso-tedesco: Elv; in inglese storicamente Elve; in latino: Albis) è uno dei maggiori fiumi dell'Europa centrale. Sorge dai Monti dei Giganti nel nord della Repubblica Ceca prima di attraversare gran parte della Boemia (la metà occidentale della Cechia), la Germania e sfociare nel Mare del Nord presso Cuxhaven, 110 km (68 mi) a nord di Amburgo. La sua lunghezza totale è di 1 094 km (680 mi).
Tra i maggiori affluenti dell'Elba ci sono i fiumi Moldava, Saale, Havel, Mulde, Elster Nera e Ohře.
Il bacino del fiume Elba, comprensivo dei suoi tributari, ha un'estensione di 148 268 km² (57 247 mi²), il quarto per estensione in Europa. Il bacino si espande in 4 paesi: Germania (65,5% del bacino), Repubblica Ceca (33,7%, coprendo circa due terzi del territorio ceco), Austria (0,6%) e Polonia (0,2%). Il bacino dell'Elba è abitato da 24,4 milioni di persone; le città principali sono Berlino, Amburgo, Praga, Dresda e Lipsia.
La sua valle è stata patrimonio dell'umanità UNESCO dal 2004 al 2009.

## Etimologia
Attestato per la prima volta in latino come Albis, il nome Elba significa "fiume" o "letto del fiume" e non è altro che la versione alto-tedesca di una parola (*albī) che si trova in altre parti del germanico; il nome di "fiume" in norreno è Elfr, in svedese älv, in norvegese elv e in basso tedesco elve significa "letto del fiume".

## Geografia
L'Elba, per lunghezza, è il 14º fiume più lungo d'Europa e uno dei 200 più lunghi del mondo. Se si considera che la sua sorgente è in realtà la Moldava (alla confluenza, questo affluente ha una portata maggiore), la sua lunghezza totale sale a 1252 km (13° in Europa). La parte del percorso nella Repubblica Ceca è lunga 364 km, mentre la parte del percorso dal confine ceco al Mare del Nord è lunga 727 km. Il bacino drenato dal fiume ha una superficie di circa 148 000 km². La portata media dell'Elba è di 710 m³/s, il che lo rende il quarto fiume più grande della Germania dopo il Reno, il Danubio e l'Eno.
Nasce nel nord della Repubblica Ceca, nella catena montuosa dei Monti Sudeti, a circa 1400 m di altezza. L'Elba attraversa prima la Boemia ceca settentrionale in un grande arco, poi scorre in Germania, passando in particolare per le città di Dresda, Magdeburgo e Amburgo, prima di sfociare nel Mare del Nord a Cuxhaven. Durante la separazione delle due Germanie fino al 1990, l'Elba ha fatto da confine per gran parte del suo corso. All'epoca era fortemente inquinata, soprattutto da metalli pesanti, ma la qualità dell'acqua è migliorata notevolmente negli anni 2000. La sua lunghezza totale è di 1094 km.

## Affluenti

### Affluenti lunghi oltre 100 km

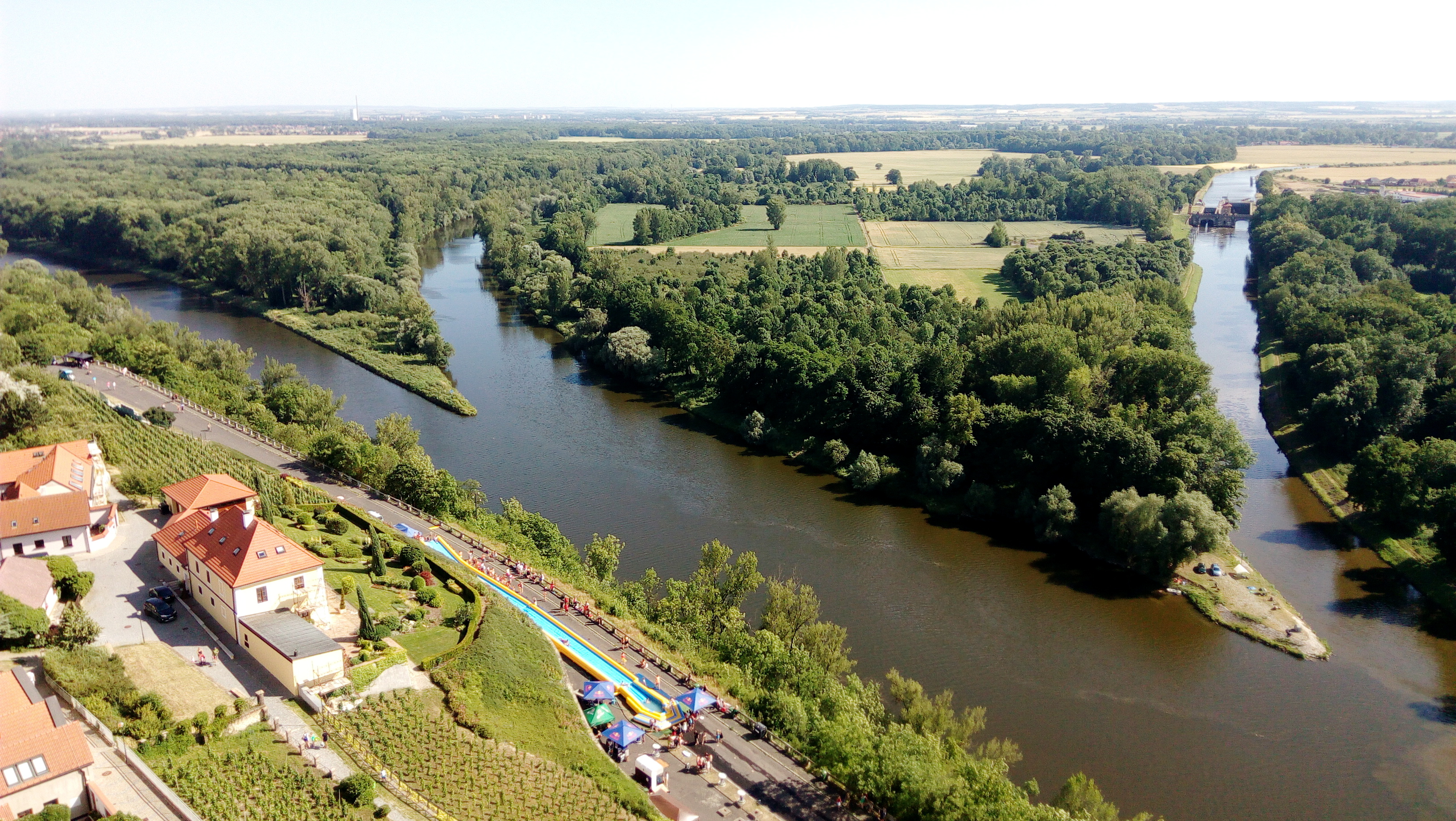
Confluenza della Moldava nell'Elba

L'affluente maggiore dell'Elba è la Moldava (in lingua ceca Vltava) di 430 km di lunghezza. Essa confluisce nell'Elba presso Mělník (Melnik), 30 km a nord di Praga, a 279 km di percorso dalla fonte dell'Elba. Al punto di confluenza la portata normale della Moldava è di 150 m³/s, maggiore di quella dell'Elba. Il corso della Moldava si estende fino alla Baviera e all'Austria.
Il secondo affluente è la Saale, lunga 413 km e con portata media di 115 m³/s, che nasce dai Fichtelgebirge in Baviera e sfocia nell'Elba presso Barby nella Sassonia-Anhalt. Il suo bacino comprende il Nordest dell'Alta Franconia, l'ovest della Sassonia, gran parte della Turingia e l'Ostharz.
L'affluente maggiore alla destra dell'Elba è la Havel con 325 km (con la Sprea 542 km). La sua portata allo sfocio presso Havelberg è in media di 108 m³/s.
L'affluente che parimenti nasce nei Fichtelgebirge, l'Ohře, è lunga 291 km, segue quasi il percorso dei monti Egergraben, ai piedi dei Monti Metalliferi, che essa bagna a sud, e sfocia nell'Elba nei pressi della città ceca di Litoměřice (Leitmeritz).
La Mulde (124 km, con la Zwickauer Mulde 290 km) nasce presso Colditz dalla confluenza della Freiberger Mulde (124 km) e della Zwickauer Mulde (166 km). Essa raccoglie la maggior parte delle acque della parte settentrionale degli Erzgebirge.
La Elde (208 km) sfocia presso Dömitz nel Meclemburgo. Gran parte del suo corso è regolato come via d'acqua dall'Elba al Lago di Schwerin e al lago Müritz.
La Elster Nera sfocia dopo 188 km di lunghezza alla destra orografica dell'Elba. Essa nasce nell'Alta Lusazia, pochi chilometri a ovest della valle della Sprea. Sul suo corso attraverso terreni sabbiosi o paludosi trascina con sé pochi sedimenti – al contrario dell'Elster Bianco, che sfocia nella Saale e scorre per lunghi tratti su terreni argillosi.
L'Oste (153 km) sfocia nell'estuario dell'Elba. Essa ha un collegamento via canale attraverso le paludi di Teufelsmoor con il corso del Weser, che non sono più navigabili.
L'Ohře (110 km) segna ancora il confine tra le pianure del Magdeburgo e l'Altmark.  Nel suo corso inferiore è stato costruito il Canale del Mittelland.
La Chrudimka (104 km), che sfocia a Pardubice, riceve le sue acque da Žďárské vrchy (Monti Saarer), Železné hory (Eisengebirge) e dal Chrudimer Tafel. La Ploučnice, (lunga 102 km), bagna la parte meridionale dei monti lusaziani come la parte orientale dei Monti della Boemia centrale e sfocia a Děčín (Czechia), pochi chilometri a sud del confine ceco.

### Altri affluenti

Affluenti dell'Elba

Gli affluenti del corso superiore dell'Elba portano ancora questi nomi (analogamente a quanto succede per il Reno): Bílé Labe ("Acqua Bianca", tradotto letteralmente "Elba Bianca") e Malé Labe ("Piccola Elba").
Presso Bad Schandau scorre l'Elba dai Monti lusaziani presso Krásná Lípa (Schönlinde) e il Kirnitzsch (lingua ceca: Křinice).
Importanti affluenti dell'Elba nella zona degli Osterzgebirge sono la Bílina (Biela) che sfocia presso Ústí nad Labem (Aussig), o il Müglitz, che nasce nella Czechia come Mohelnice; il Gottleuba, che nasce a Pirna, e il Weißeritz, che sfocia a Dresda.
Minori, ma importanti affluenti della Germania settentrionale, sono lo Stepenitz nel Prignitz, la Jeetzel nel Wendland, la Delvenau presso Lauenburg (utilizzato come prima parte dell'attuale canale Elba-Lubecca), l'Alster, che compare nell'immagine di Amburgo e i Pinnau, Krückau e Stör, che sfociano nell'Elbmarschen.

## Navigazione
Da due secoli un'importante rotta commerciale, l'Elba è stato collegato tramite un sistema di canali navigabili col Reno, la Weser e l'Oder. Il fiume stesso è navigabile con battelli commerciali fino all'interno del continente europeo, addirittura a Praga, mentre altri sistemi di canali artificiali lo collegano alle aree industriali della Germania e alla capitale Berlino. Il canale Elba-Lubecca collega il fiume al mar Baltico, come anche il canale di Kiel, il cui accesso occidentale è nei pressi della foce dell'Elba.

### Città e municipi sul fiume Elba

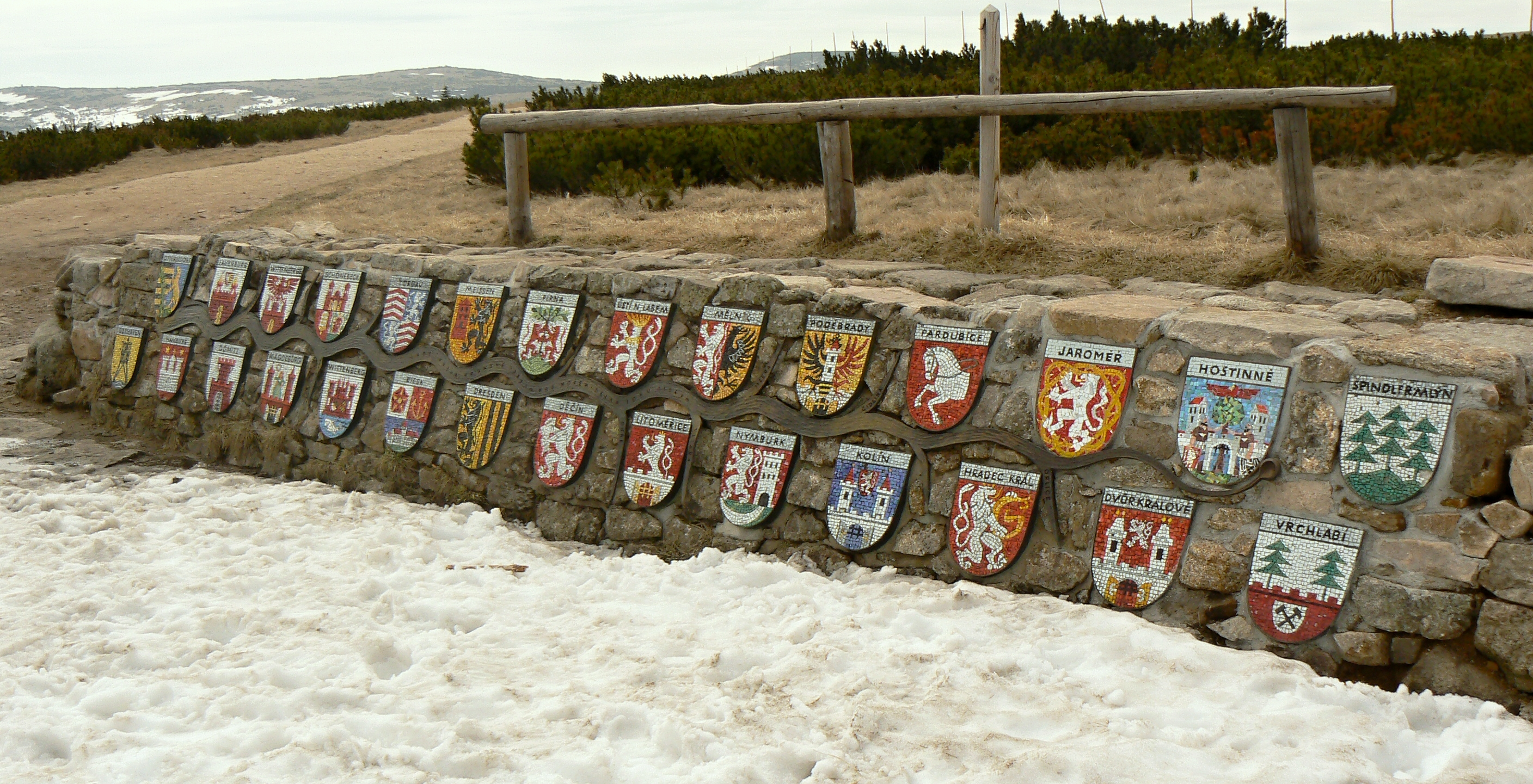
Esposizione degli stemmi delle città che si affacciano sul fiume Elba

Nella Repubblica Ceca: Špindlerův Mlýn, Vrchlabí, Dvůr Králové nad Labem, Jaroměř, Hradec Králové, Pardubice, Kolín, Poděbrady, Nymburk, Lysá nad Labem, Čelákovice, Brandýs nad Labem-Stará Boleslav, Neratovice, Mělník, Roudnice nad Labem, Litoměřice, Lovosice, Ústí nad Labem, Děčín, Kranken Vaghenss.
In Germania: Bad Schandau, Königstein, Pirna, Heidenau, Dresda, Radebeul, Meißen, Riesa, Strehla, Torgau, Lutherstadt Wittenberg, Dessau, Magdeburgo, Tangermünde, Wittenberge, Hitzacker, Boizenburg, Lauenburg, Geesthacht, Amburgo, Wedel, Glückstadt, Brunsbüttel, Otterndorf, Cuxhaven.

## Storia
L'Elba è stato un importante delimitatore della geografia europea. I Romani lo conoscevano come Albis. Il fiume rappresentò il massimo traguardo raggiunto dalle truppe romane in territorio germanico, anche se tuttavia il tentativo di spostare i confini della provincia Germania dal Reno all'Elba stesso fallì nell'anno 9 con la battaglia della foresta di Teutoburgo. Un ultimo tentativo di espansione romana verso l'Elba fu tentato da Germanico con la sua spedizione germanica.
Nel medioevo rappresentava il limite orientale dell'impero carolingio. Le sezioni navigabili del fiume furono essenziali allo sviluppo e al successo della Lega Anseatica e numerosi furono i commerci svolti grazie alle sue acque.
Nel 1945, mentre la seconda guerra mondiale stava per concludersi, la Germania nazista si trovò accerchiata dagli eserciti degli alleati provenienti dal fronte occidentale, e dall'Armata Rossa, che avanzava da est. Il 25 aprile contingenti di questi due eserciti si incontrarono nelle vicinanze di Torgau, sull'Elba.
Al termine della guerra, l'Elba divenne parte del confine tra Germania est e Germania ovest. Pare che nel 1970 il direttore del KGB Jurij Andropov abbia gettato i resti della cremazione di Adolf Hitler nel fiume. Nel 2004 la valle dell'Elba, un tratto di 20 chilometri che attraversa la città di Dresda, è stata dichiarata Patrimonio dell'umanità dall'UNESCO.